# Magnojević Donji
Magnojević Donji (cyr. Магнојевић Доњи) – wieś w Bośni i Hercegowinie, w Republice Serbskiej, w mieście Bijeljina. W 2013 roku liczyła 419 mieszkańców.